# Hans Albin Freiherr von Reitzenstein
Hans Albin Freiherr von Reitzenstein (Berlino, 4 marzo 1911 – Russia, 30 novembre 1943) è stato un militare tedesco delle Waffen-SS.

## Biografia
Ha aderito alle Allgemeine-SS nel 1931 ed è stato trasferito alla divisione Leibstandarte nel 1933. È stato trasferito poi alle SS-Verfügungstruppe in previsione dell'Invasione della Polonia al comando della Divisione Das Reich; in Polonia è stato ferito ed è stato trasferito alla SS-Junkerschule di Bad Tölz per curarsi.
Nel dicembre 1940 von Reitzenstein è stato inviato alla Divisione Wiking che è stata formata con volontari stranieri, principalmente provenienti dalla Danimarca, dal Belgio, dai Paesi Bassi e dalla Norvegia.
Nel 1942 è stato trasferito alla Divisione Das Reich e ha assunto il commando del 2º Battaglione di ricognizione delle SS, che era stazionato in Unione Sovietica del quale è rimasto al comando fino al 1943, quando ha sostituito il generale Herbert-Ernst Vahl al comando del 2º Reggimento Panzer delle SS.
Hans von Reitzenstein, è stato promosso al grado di Obersturmbannführer e ha tenuto il comando del 2º Reggimento Panzer durante la Battaglia di Kursk, dove ha ricevuto la Croce di Cavaliere.
Si è suicidato il 30 novembre 1943, in seguito agli eventi che circondavano la morte di una volontaria di origine russe. In seguito al suo suicidio ha ricevuto postuma la Croce Tedesca in oro.

## Promozioni
- SS-Untersturmführer 1 ottobre 1933
- SS-Obersturmführer 4 luglio 1934
- SS-Hauptsturmführer 4 luglio 1936
- SS-Sturmbannführer 1 settembre 1941
- SS-Obersturmbannführer 20 aprile 1943